# RTV1
RTV1 (ook wel RTV Een) is de streekomroep voor de gemeenten Borger-Odoorn, Stadskanaal en Veendam. 

## Geschiedenis
RTV1 is een fusie tussen RTV Parkstad (Veendam) en RTV Stadskanaal. De omroepen fuseerden op 1 september 2016.
RTV Stadskanaal werd opgericht door een aantal voormalige programmamakers van de vroegere Lokale Omroep Kanaalstreek (LOK). De omroep werd op 4 oktober 2005 door het Commissariaat voor de Media erkend. In maart 2006 heeft Agentschap Telecom 'RTVS' de frequentie 105.3 en 107m8 MHz FM toegewezen. RTV Stadskanaal richtte zich op inwoners in de Kanaalstreek en omstreken door middel van het verstrekken van nieuws-, culturele- en educatieve programma's. Het muziekformat dat gehanteerd werd is die van popmuziek.
In 2008 kreeg RTV Stadskanaal (RTVS) als éérste lokale omroep van Nederland de beschikking over een eigen digitenne zender (DVB-T). Het Agentschap Telecom maakte dit mogelijk door middel van een experimentenvergunning. Het experiment duurde één jaar.

## Radio
RTV1 heeft een doorlopende radioprogrammering. Overdag is er tussen 9 en 12 uur Met Oscar De Ochtend Door en tussen 14 en 16 uur Van Zand tot Veen te beluisteren. 's Avonds zijn er afwisselende gepresenteerde programma's. In het weekend zijn ook overdag gepresenteerde programma's te horen. Op zondagochtend is er een kerkelijk programma van 07.00 uur 's ochtends tot 12.00 uur 's middags. Daar kunnen luisteraars hun verzoekjes inbellen via het telefoonnummer van de radio-studio. 

## Televisie
RTV1 zendt overdag de kabelkrant uit, met daarin de laatste 15 nieuwsberichten van de website en radiomuziek. Vanaf zeven uur 's avonds is er dagelijks een uitzending te zien. Op maandag is het nieuwsprogramma 1 op Maandag' te zien. Op vrijdagavond is de live talkshow 1 op Vrijdag. Op zondag zijn er ook overdag programma's te zien, zoals het christelijke programma Het Bewogen Hart, Muziek op 1 en Blueprint.